# 德兰臭草
德兰臭草（学名：Melica transsilvanica）为禾本科臭草属下的一个种。

## 扩展阅读
- 維基物種上的相關：德兰臭草